# Papirus 4
Papirus 4 (według numeracji Gregory-Aland), oznaczany symbolem {\displaystyle {\mathfrak {P}}^{4},} ε 34 (von Soden) – wczesny grecki rękopis Nowego Testamentu pisany na papirusie, w formie kodeksu. Paleograficznie datowany jest na koniec II lub początek III wieku. Zawiera fragmenty Ewangelii Łukasza.

## Opis
Zachowały się fragmenty kodeksu z tekstem Łukasza 1,58-59; 1,62-2,1; 2,6-7; 3,8-4,2; 4,29-32, 34-35; 5,3-8; 5,30-6,16. Tekst pisany jest w dwóch kolumnach, co jest rzadkością wśród wczesnych rękopisów Nowego Testamentu. Rękopis prawdopodobnie został sporządzony przez profesjonalnego skrybę. Stosuje nomina sacra, ale tylko dla „Bóg”, „Pan”, „Jezus”, „Chrystus”, „Duch”.
Reprezentuje aleksandryjski typ tekstu, Kurt Aland zaklasyfikował go do I kategorii. Tekst jest zgodny z {\displaystyle {\mathfrak {P}}^{75}} w 93%. Znaczące różnice zachodzą tylko w pięciu miejscach: Łk 3,22.36; 5,39; 6,11.14. Pod względem tekstualnym bliski jest dla {\displaystyle {\mathfrak {P}}^{75}} i Kodeksu Watykańskiego.
Philip Comfort i David Barret wskazują na podobieństwa do papirusów {\displaystyle {\mathfrak {P}}^{64}} i {\displaystyle {\mathfrak {P}}^{67}.} Wszystkie trzy pisane są w dwóch kolumnach, podobna jest liczba linijek w kolumnie, zbliżona liczba liter w linijce, zbliżony format kart papirusowych, litery mają podobne kształty. Ich zdaniem wszystkie te fragmenty pierwotnie należały do tego samego rękopisu. Jedynym powodem dla którego Aland wahał się z pełną identyfikacją {\displaystyle {\mathfrak {P}}^{4}} z {\displaystyle {\mathfrak {P}}^{64}} jest jaśniejszy kolor {\displaystyle {\mathfrak {P}}^{64}}. Są to jednak zbyt krótkie fragmenty, aby móc to definitywnie rozstrzygnąć.

## Historia
Colin Roberts (1979) oraz Teodor Cressy Skeat (1997) datują rękopis na koniec II wieku. Philip Comfort datuje na lata 150–175. INTF datuje go na III wiek .
Fragment znaleziony został w 1889 roku przez Vincenta Scheil w Koptos, na wschodnim brzegu rzeki Nil w górnym Egipcie. Scheil opublikował jego tekst w 1892 roku. Karty rękopisu zostały później wykorzystane na potrzeby rękopisu Filona z Aleksandrii, datowanego na III wiek.
Rękopis przechowywany jest we Francuskiej Bibliotece Narodowej (Suppl. Gr. 1120) w Paryżu .